# 1938년 미국 야구 명예의 전당 투표
다음은 1938년에 있었던 미국 야구 명예의 전당의 헌액자를 선정하기 위한 투표의 결과이다.

## 미국야구기자협회 투표
총 262장의 투표 용지가 집계되었으며, 119명의 후보에게 2,474표가 던져졌다. 이는 각 투표지마다 평균 9.44표가 던져졌음을 의미한다. 명예의 전당에 헌액되기 위해서는 197표 이상의 득표가 필요했다.
|  | 이 해의 투표에서 과반의 득표수를 얻어, 명예의 전당에 헌액된 사람                  |
|  | 이 해의 투표에서 득표수가 미달되었으나, 이후의 투표에서 명예의 전당에 헌액된 사람 |

| 이름                       | 득표수 | %    |
| -------------------------- | ------ | ---- |
| 그로버 클리블랜드 알렉산더 | 212    | 80.9 |
| 조지 시슬러                | 179    | 68.3 |
| 윌리 킬러                  | 177    | 67.6 |
| 에디 콜린스                | 175    | 66.8 |
| 루브 워델                  | 148    | 56.5 |
| 프랭크 챈스                | 133    | 50.8 |
| 에드 델라한티              | 132    | 50.4 |
| 에드 월시                  | 110    | 42.0 |
| 조니 에버스                | 91     | 34.7 |
| 지미 콜린스                | 79     | 30.2 |
| 래빗 매런빌                | 73     | 27.9 |
| 로저 브레스나한            | 67     | 25.6 |
| 프레드 클라크              | 63     | 24.0 |
| 모데카이 브라운            | 54     | 20.6 |
| 밀러 허긴스                | 48     | 18.3 |
| 로저스 혼즈비              | 46     | 17.6 |
| 레이 샬크                  | 45     | 17.2 |
| 로스 영스                  | 40     | 15.3 |
| 에디 플랭크                | 38     | 14.5 |
| 허브 페녹                  | 37     | 14.1 |
| 조 맥기니티                | 36     | 13.7 |
| 치프 벤더                  | 33     | 12.6 |
| 프랭크 베이커              | 32     | 12.2 |
| 조니 클링                  | 26     | 9.9  |
| 휴 더피                    | 24     | 9.2  |
| 휴이 제닝스                | 23     | 8.8  |
| 애디 조스                  | 18     | 6.9  |
| 윌버트 로빈슨              | 17     | 6.5  |
| 조 팅커                    | 16     | 6.1  |
| 해리 헤일먼                | 14     | 5.3  |
| 냅 루커                    | 12     | 4.6  |
| 베이브 아담스              | 11     | 4.2  |
| 샘 크로포드                | 11     | 4.2  |
| 루 크리거                  | 11     | 4.2  |
| 클라크 그리피스            | 10     | 3.8  |
| 루브 마쿼드                | 10     | 3.8  |
| 대지 밴스                  | 10     | 3.8  |
| 에드 라우시                | 9      | 3.4  |
| 행크 고디                  | 8      | 3.1  |
| 에이머스 루시              | 8      | 3.1  |
| 프레드 테니                | 8      | 3.1  |
| 닉 알트로크                | 7      | 2.7  |
| 지미 아처                  | 7      | 2.7  |
| 얼 콤즈                    | 7      | 2.7  |
| 빌 테리                    | 7      | 2.7  |
| 보비 월러스                | 7      | 2.7  |
| 잭 위트                    | 7      | 2.7  |
| 맥스 캐리                  | 6      | 2.3  |
| 스모키 조 우드             | 6      | 2.3  |
| 마이크 던린                | 5      | 1.9  |
| 더피 루이스                | 5      | 1.9  |
| 아트 네프                  | 5      | 1.9  |
| 빌 캐리건                  | 4      | 1.5  |
| 빌 디닌                    | 4      | 1.5  |
| 래리 도일                  | 4      | 1.5  |
| 해리 후퍼                  | 4      | 1.5  |
| 스터피 매키니스            | 4      | 1.5  |
| 잭 배리                    | 3      | 1.1  |
| 조지 번스                  | 3      | 1.1  |
| 아트 플래처                | 3      | 1.1  |
| 하이니 그로                | 3      | 1.1  |
| 디키 커                    | 3      | 1.1  |
| 키드 니컬스                | 3      | 1.1  |
| 파파이 트레이너            | 3      | 1.1  |
| 데이브 밴크로프트          | 2      | 0.8  |
| 빌 브래들리                | 2      | 0.8  |
| 제시 버켓                  | 2      | 0.8  |
| 잭 체스브로                | 2      | 0.8  |
| 잭 쿰스                    | 2      | 0.8  |
| 가비 크라바스              | 2      | 0.8  |
| 키드 엘버펠트              | 2      | 0.8  |
| 에디 포스터                | 2      | 0.8  |
| 조 저지                    | 2      | 0.8  |
| 셰리 마기                  | 2      | 0.8  |
| 로저 페킨파우프            | 2      | 0.8  |
| 에파 릭시                  | 2      | 0.8  |
| 오세 슈레켄고스트          | 2      | 0.8  |
| 에버렛 스콧                | 2      | 0.8  |
| 케이시 스텡걸              | 2      | 0.8  |
| 진저 보먼트                | 1      | 0.4  |
| 마티 베르겐                | 1      | 0.4  |
| 레이 채프먼                | 1      | 0.4  |
| 앤디 코클리                | 1      | 0.4  |
| 윌버 쿠퍼                  | 1      | 0.4  |
| 스탠 코벨레스키            | 1      | 0.4  |
| 독 크랜달                  | 1      | 0.4  |
| 월튼 크루즈                | 1      | 0.4  |
| 빌 달렌                    | 1      | 0.4  |
| 제이크 다우버트            | 1      | 0.4  |
| 와일드 빌 도노번           | 1      | 0.4  |
| 레드 도인                  | 1      | 0.4  |
| 조 듀건                    | 1      | 0.4  |
| 하워드 엠키                | 1      | 0.4  |
| 레드 페이버                | 1      | 0.4  |
| 엘머 플릭                  | 1      | 0.4  |
| 키드 글래슨                | 1      | 0.4  |
| 에디 그란트                | 1      | 0.4  |
| 벌리 그라임스              | 1      | 0.4  |
| 버키 해리스                | 1      | 0.4  |
| 벅 허조그                  | 1      | 0.4  |
| 찰리 어윈                  | 1      | 0.4  |
| 알리 라담                  | 1      | 0.4  |
| 한스 로버트                | 1      | 0.4  |
| 허먼 롱                    | 1      | 0.4  |
| 돌프 루케                  | 1      | 0.4  |
| 피르포 마베리              | 1      | 0.4  |
| 밥 뮤젤                    | 1      | 0.4  |
| 클라이드 밀란              | 1      | 0.4  |
| 팻 모란                    | 1      | 0.4  |
| 레드 머레이                | 1      | 0.4  |
| 허브 퍼듀                  | 1      | 0.4  |
| 샘 라이스                  | 1      | 0.4  |
| 지미 셰커드                | 1      | 0.4  |
| 어반 샤커                  | 1      | 0.4  |
| 제이크 슈탈                | 1      | 0.4  |
| 개비 스트리트              | 1      | 0.4  |
| 아이러 토머스              | 1      | 0.4  |
| 사이 윌리엄스              | 1      | 0.4  |
| 치프 짐머                  | 1      | 0.4  |